# Microcorynus karnatakensis
Microcorynus karnatakensis es una especie de coleóptero de la familia Attelabidae.

## Distribución geográfica
Habita en la India.